# Josef Gastinger
Josef Gastinger (* 15. Juli 1898 in Mahlbach; † 31. März 1975 in Tanzenberg-Laasdorf, Pörtschach am Berg) war ein österreichischer Angestellter und Politiker.

## Leben
Gastinger war der Sohn des Besitzers in Mahlbach Christof Gastinger (* 22. Oktober 1859; † 29. Januar 1910) und dessen Ehefrau Anna geb. Katschnig (* 24. Mai 1865; † 9. März 1943).
Gastinger besuchte die Volksschule und wurde Angestellter des Stiftes Tanzenberg. Ab 1915 leiste er Kriegsdienst und war bis Ende 1919 in italienischer Kriegsgefangenschaft.
Nach dem Krieg wurde er Obmann der Landarbeiter-Versicherungsanstalt und Vorstandsmitglied der Landwirtschaftskrankenkasse und des Reichsverbandes der landwirtschaftlichen Krankenkassen Österreichs. Von 1934 bis 1938 war er Sekretär der Landarbeiterschaft Klagenfurt und Vizepräsident der Landwirtschaftskammer. 
1959 wurde er Obmann-Stellvertreter der Landwirtschaftskrankenkasse für Kärnten.
Er war römisch-katholisch und heiratete am 31. Oktober 1936 Maria Pfefferle (* 20. Dezember 1899; † 28. Februar 1980). Aus der Ehe ging ein Sohn hervor.

## Politik
Er war Gemeinderat in Würmlach. Im Ständestaat war er als Nachfolger des verstorbenen Friedrich Pregl vom 7. Dezember 1935 bis zum 11. März 1938 als Vertreter von Land- und Forstwirtschaft Mitglied im Ständischen Kärntner Landtag. Im Landtag war er Mitglied des Verfassungsausschusses.